# Marmorera
Marmorera foi uma comuna da Suíça, no Cantão Grisões, com cerca de 57 habitantes. Estendia-se por uma área de 18,99 km², de densidade populacional de 3 hab/km². Confinava com as seguintes comunas: Bever, Bivio, Mulegns, Sur.
As línguas oficiais nesta comuna eram o alemão e o romanche.

## História
Em 1 de janeiro de 2016, passou a formar parte da nova comuna de Surses.